# Pilas (kommun)
Pilas är en kommun i Spanien.   Den ligger i provinsen Provincia de Sevilla och regionen Andalusien, i den sydvästra delen av landet, 400 km sydväst om huvudstaden Madrid. Antalet invånare är 13 837. Arean är 46 kvadratkilometer.
Terrängen i Pilas är platt.